# Сражение у острова Зеландия
Сражение у острова Зеландия или Сражение у острова Сейерё — морское сражение англо-датской войны 1807—1814 годов, состоявшееся 22 марта 1808 года и закончившееся британской победой.

## Предыстория
7 августа 1807 года датский линейный корабль Prins Christian Frederik был размещен в гавани Кристиансанна, Норвегия, с задачей патрулирования вод между Норвегией и Данией, которые были блокированы британским ВМФ. В феврале 1808 года Prins Christian Frederik неожиданно атаковал британский корабль HMS Quebec. Узнав о присутствии датского корабля в местных водах, британское адмиралтейство прислало эскадру, состоявшую из линейных кораблей HMS Nassau (бывший датский линейный корабль Holsteen, захваченный во время бомбардировки Копенгагена), HMS Stately, HMS Vanguard и двух бригов, HMS Constant и HMS Kite. Пока эскадра шла из Англии, Prins Christian Frederik вмерз в лед в гавани Кристиансанна и поэтому лишь 4 марта смог отбыть к берегам Дании.
К тому времени, как датский линейный корабль достиг Дании, среди его экипажа вспыхнул сыпной тиф. 17 марта боевой дух моряков ещё больше ухудшился, когда пришло известие, что король Кристиан VII умер. Кораблю было приказано войти в Большой Бельт, чтобы обеспечить прикрытие пересечению пролива французским армейским корпусом, состоявшим из испанских солдат под командованием Жана-Батиста Бернадота, собиравшегося напасть на Сконе. Получив данные о датском плане, британские корабли бросились в погоню за Prins Christian Frederik. Британские корабли намеревались перехватить линейный корабль и загнать его в угол. Датский капитан Карл Йессен, после обсуждения с офицерами, решил занять выгодную тактическую позицию и переместил корабль к острову Сейерё, под прикрытие оружейных батарей Кронборга.

## Боевые действия
За несколько часов до начала боя датский линейный корабль попал в поле зрения двух британских военных кораблей — фрегата HMS Quebec и шлюпа Lynx. В 2 часа дня к ним присоединился шлюп Falcon, который получил сигнал с HMS Quebec «Датский линейный корабль с наветренной стороны». Вскоре после того, как в 4 часа дня HMS Nassau и HMS Stately подошли с северо-востока, по британским кораблям был передан сигнал «к бою».
Около 7 часов вечера HMS Nassau и HMS Stately приблизились к Prins Christian Frederik, который открыл огонь по HMS Stately. Два британских линейных корабля открыли ответный огонь. Перестрелка продолжалась в течение двух часов и привела к гибели одного из датских офицеров, Петера Виллемоса. После короткой паузы английские корабли вновь атаковали датский линейный корабль и сумели оттеснить его к песчаной отмели, после чего датский капитан подал сигнал о капитуляции.
Датские пленные были переведены на британские суда. Мертвых выбросили за борт, перевозка раненых продолжалась до следующего утра. После провала попыток снять Prins Christian Frederik с отмели, англичане решили его взорвать. Вечером 23 марта датский линейный корабль был сожжен.
HMS Stately потерял 4 человек убитыми и 31 солдата и офицера ранеными. HMS Nassau потерял одного человека убитым, 17 солдат и офицеров получили ранения, и один человек пропал без вести. Prins Christian Frederik потерял 55 человек убитыми и 88 ранеными. Англичане эвакуировали всех датских пленных и раненых, прежде чем они подожгли корабль. В 1847 году Адмиралтейство наградило Морской медалью всех к тому времени остававшихся в живых матросов и офицеров HMS Nassau и HMS Stately.

## Последствия
Prins Christian Frederik был последним из датских линейных кораблей периода наполеоновских войн. Его потеря означала конец сопротивления со стороны датчан британскому господству в датских территориальных водах.